# Berești
Berești város Galați megyében, Moldvában, Romániában.

## Fekvése
A megye északkeleti részén, a Chineja folyó mentén található. A megyeszékhelytől, Galațitól 83 km-re, Târgu Bujortól pedig 25 km-re helyezkedik el.

## Történelem
Városi rangot 1968-ban kapott.

## Népesség
A város népességének alakulása:
- 1977 - 4155 lakos
- 1992 - 3948 lakos
- 2002 - 3601 lakos

A lakosság etnikai összetétele a 2002-es népszámlálási adatok alapján:
- Románok:  3589 (99,66%)
- Romák (cigányok):  7 (0,19%)
- Más etnikumúak:  5 (0,13%)

A lakosság 99,63%-a ortodox vallású.

## Látnivalók
- Berești-i rezervátum, ahol különböző földtörténeti korokból fennmaradt fosszíliák láthatóak
- Paul Bujor emlékháza

## Gazdaság
A lakosság nagy része a mezőgazdaságban dolgozik.

## Hírességek
- Paul Bujor - (1862 - 1952) - zoológus, a Román Akadémia tiszteletbeli tagja